# Вопан (містечко, Вісконсин)
Вопан (англ. Waupun) — місто (англ. town) в США, в окрузі Фон-дю-Лак штату Вісконсин. Населення — 1373 особи (2020).

## Демографія
Згідно з переписом 2010 року, у місті мешкало 1375 осіб у 506 домогосподарствах у складі 417 родин. Було 525 помешкань
Расовий склад населення:
| - 99,1 % — білих - 0,1 % — вихідців з тихоокеанських островів - 0,1 % — азіатів |

До двох чи більше рас належало 0,1 %. Частка іспаномовних становила 1,2 % від усіх жителів.
За віковим діапазоном населення розподілялося таким чином: 23,1 % — особи молодші 18 років, 62,1 % — особи у віці 18—64 років, 14,8 % — особи у віці 65 років та старші. Медіана віку мешканця становила 44,3 року. На 100 осіб жіночої статі у місті припадало 108,6 чоловіків;  на 100 жінок у віці від 18 років та старших — 107,3 чоловіків також старших 18 років.
Середній дохід на одне домашнє господарство  становив 79 740 доларів США (медіана — 70 909), а середній дохід на одну сім'ю — 86 800 доларів (медіана — 79 896). Медіана доходів становила 55 104 долари для чоловіків та 42 083 долари для жінок. За межею бідності перебувало 4,3 % осіб, у тому числі 1,6 % дітей у віці до 18 років та 6,8 % осіб у віці 65 років та старших.
Цивільне працевлаштоване населення становило 830 осіб. Основні галузі зайнятості: виробництво — 21,2 %, освіта, охорона здоров'я та соціальна допомога — 14,0 %, будівництво — 13,0 %.